# 現代思想 (雑誌)
『現代思想』（げんだいしそう）は、日本の雑誌。青土社より刊行されている。

## 概要
1973年に中野幹隆が編集長として創刊。1975年からの三浦雅士の編集長時代に一つの黄金時代を迎えたと言われる。山口昌男、中村雄二郎、岸田秀、蓮實重彦、柄谷行人、栗本慎一郎、浅田彰などのニューアカ・ブームを生み出す一端となった。三浦が編集長を務めたのは1985年まで。その後の編集長は斎藤公孝、西田裕一らをへて、1993年から2010年までの編集長は池上善彦で、その後は栗原一樹が編集長。

## 主な寄稿者
- 山口昌男（文化人類学）
- 中村雄二郎（哲学）
- 岸田秀（精神分析）
- 藤田博史（精神分析）
- 蓮實重彦（文学）
- 柄谷行人（文学・哲学）
- 栗本慎一郎（文化人類学）
- 浅田彰（哲学）
- 大和雅之（生命科学）
- 上野千鶴子（ジェンダー）
- 丸山圭三郎（言語学）
- 立岩真也（社会学）
- 高橋さきの（科学技術、ジェンダー）
- 子安宣邦（日本思想）
- 大内裕和（教育社会学)

など

## 主な特集
- 多様性の生物学
- 『ドラッカー マネジメントの思想』

## 主な連載
- 意味と生命　栗本慎一郎
- ＜人間＞を超えて　中村雄二郎と上野千鶴子の往復書簡